# 小澤秋成
小澤秋成（おざわ しゅうせい，1886年—1954年），日本長野縣人，畫家。曾入選第5-7回臺展西洋畫部審查員，以臺灣主題繪製風景畫聞名。

## 榮譽
小澤秋成參加第五回臺展的油畫作品《臺北風景一》與《臺北風景二》，評論家大澤貞吉評論其使用東洋畫線條筆法取代西方油畫的塊面塗抹，是西洋人所創作不出的「東洋藝術風格的油畫」，對小澤秋成的畫作讚譽有加。
小澤秋成融合東西洋的繪畫手法蔚為風潮，引起當時的年輕畫家爭相效仿，根據畫家鄭獲義記述，因為他的審查員身分及名氣，他在高雄居住於西子灣旅館，有許多年輕畫家會拿作品向他請教。